# Aleksandr Gazov
Aleksandr Vasil'evič Gazov (in russo Александр Васильевич Газов?; Brykovo, 17 giugno 1946) è un ex tiratore a segno sovietico, dal 1991 russo.

## Palmarès

### Olimpiadi
- 2 medaglie:
  - 1 oro (Montréal 1976 nei 50 metri bersaglio mobile)
  - 1 bronzo (Mosca 1980 nei 50 metri bersaglio mobile)